# Мартыновка (Тернопольская область)
Мартыновка (укр. Мартинівка) — село в Трибуховской сельской общине Чортковского района Тернопольской области Украины.
До 2020 года входило в Бучачский район.
Код КОАТУУ — 6121285002. Население по переписи 2001 года составляло 313 человек.

## Географическое положение
Село Мартыновка находится в 1-м км от левого берега реки Ольховец,
ниже по течению на расстоянии в 1,5 км расположено село Пылява.

## История
В 1946 г. Указом Президиума ВС УССР село Войтыховка переименовано в Мартыновку